# Pinzán Morado, Guerrero
Pinzán Morado är en ort i Mexiko.   Den ligger i kommunen Ajuchitlán del Progreso och delstaten Guerrero, i den södra delen av landet, 210 km sydväst om huvudstaden Mexico City. Pinzán Morado ligger 561 meter över havet och antalet invånare är 166.
Terrängen runt Pinzán Morado är huvudsakligen kuperad, men söderut är den bergig. Runt Pinzán Morado är det ganska glesbefolkat, med 21 invånare per kvadratkilometer. Närmaste större samhälle är Ajuchitlán del Progreso, 13,7 km nordost om Pinzán Morado. I omgivningarna runt Pinzán Morado växer huvudsakligen savannskog.